# Călan
Călan (en húngaro: Pusztakalán) es una ciudad de Rumania en el distrito de Hunedoara.

## Geografía
Se encuentra a una altitud de 240 m s. n. m. a 397 km de la capital, Bucarest.

## Demografía
Según estimación 2012 contaba con una población de 13 058 habitantes.
| 1948 | 1956 | 1966   | 1977   | 1992   | 2002   | 2012   |
| s/d  | s/d  | 11 761 | 12 397 | 14 738 | 13 030 | 13 058 |